# 普利博
普利博是西非國家利比里亞的城鎮，由馬麗蘭縣負責管轄，位於該國東南部，距離首府哈珀約25公里，是該國東部的經濟中心，鎮上有市集、銀行、海關站和警察局，海拔高度46米，2008年人口22,693。
4°35′N 7°40′W / 4.583°N 7.667°W